# Parallelia redditura
Parallelia redditura là một loài bướm đêm trong họ Erebidae.